# Busosanseong
Busosanseong, la forteresse du mont Buso, est située à Buyeo dans l'ouest de la Corée du Sud et date de l'époque où cette ville était la capitale du royaume de Baekje (538 – 660). Elle est classée dans la liste du patrimoine mondial de l'UNESCO depuis 2015 dans le groupe des aires historiques de Baekje. Le site archéologique de Gwanbuk-ri correspond aux vestiges du palais royal et se trouve directement à son pied, côté ville.

## Description
La forteresse se trouve juste au nord du centre-ville de Buyeo sur le mont Buso (Busosan, 106 m) qui domine le fleuve Geumgang. Les vestiges datant de la période de Baekje ne sont pratiquement plus visibles mais la colline abrite quelques reconstructions et des bâtiments marquants et offre également de bons points de vue sur les environs.
Les murs de la forteresse s'étendaient sur une longueur de 2495 mètres pour une hauteur allant jusqu'à 3 mètres et une épaisseur de 5 à 6 mètres. Une des 19 huttes semi-enterrées qui  servaient d'abri pour les soldats a fait l'objet d'une reconstruction. Les murs étaient en bois et en paille et elles étaient recouvertes d'un toit de chaume. De cette époque datent aussi les fondements d'un entrepôt de céréales qui se situait au sommet de la colline. 

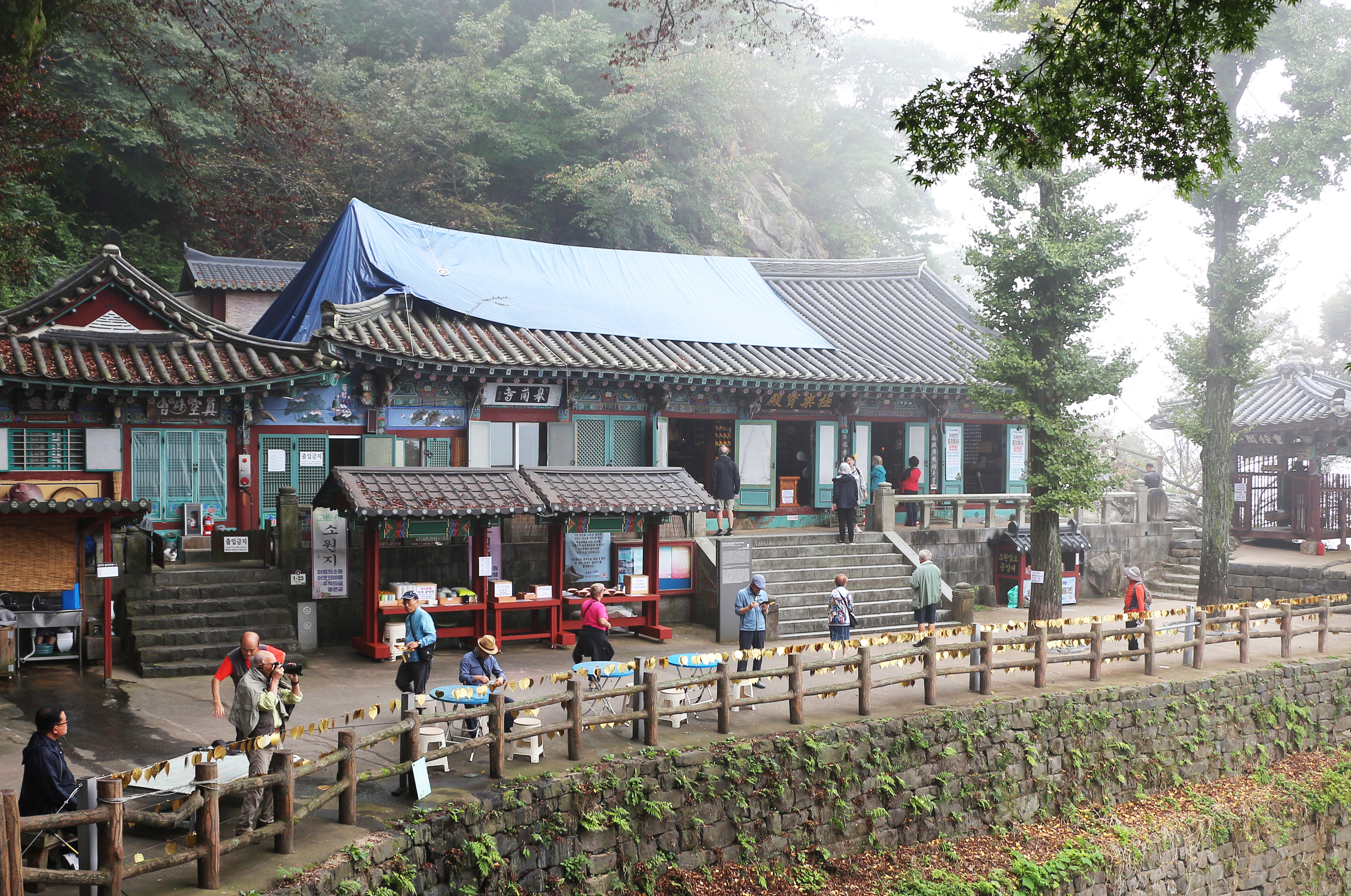
Goransa

### Goransa
Deux petits temples avaient été construits au pied de la colline. Il ne subsiste plus que les fondations de celui de Seoboksa, tandis que Goransa (고란사, le temple des selliguea) existe encore. Il est réputé pour l'eau de sa source sortant au pied de fougères médicinales (Selliguea hastata, Gorancho en coréen) qui ont donné leur nom au temple. Il est dit que celui qui en buvait rajeunissait et que les rois de Baekje venaient la boire et se reposer. Coincé entre la falaise et le fleuve, il n'est actuellement composé que d'un dortoir pour les moines, d'un grand sanctuaire et d'un pavillon pour la cloche.

### Autres monuments
- Samchungsa est un autel honorant trois personnalités loyalistes des derniers temps de Baekje, Seongchung (ko), Heungsu (ko) et le général Gyebaek et qui expose leur portrait et leur tablette mortuaire. Il est situé  près de l'entrée principale[4].

- Sajuru est un pavillon construit sur le point culminant de la colline. Les plaques nominatives ont été tracées par le prince Yi Kang (en). C'est à cet endroit qu'une statue de Bouddha en bronze doré a été découverte (trésor n° 106)[4].

- Yeongillu est un pavillon de l'époque Joseon qui faisait partie d'un bâtiment de Hongsan-ri avant d'être transféré à cet endroit en 1964.

## Histoire

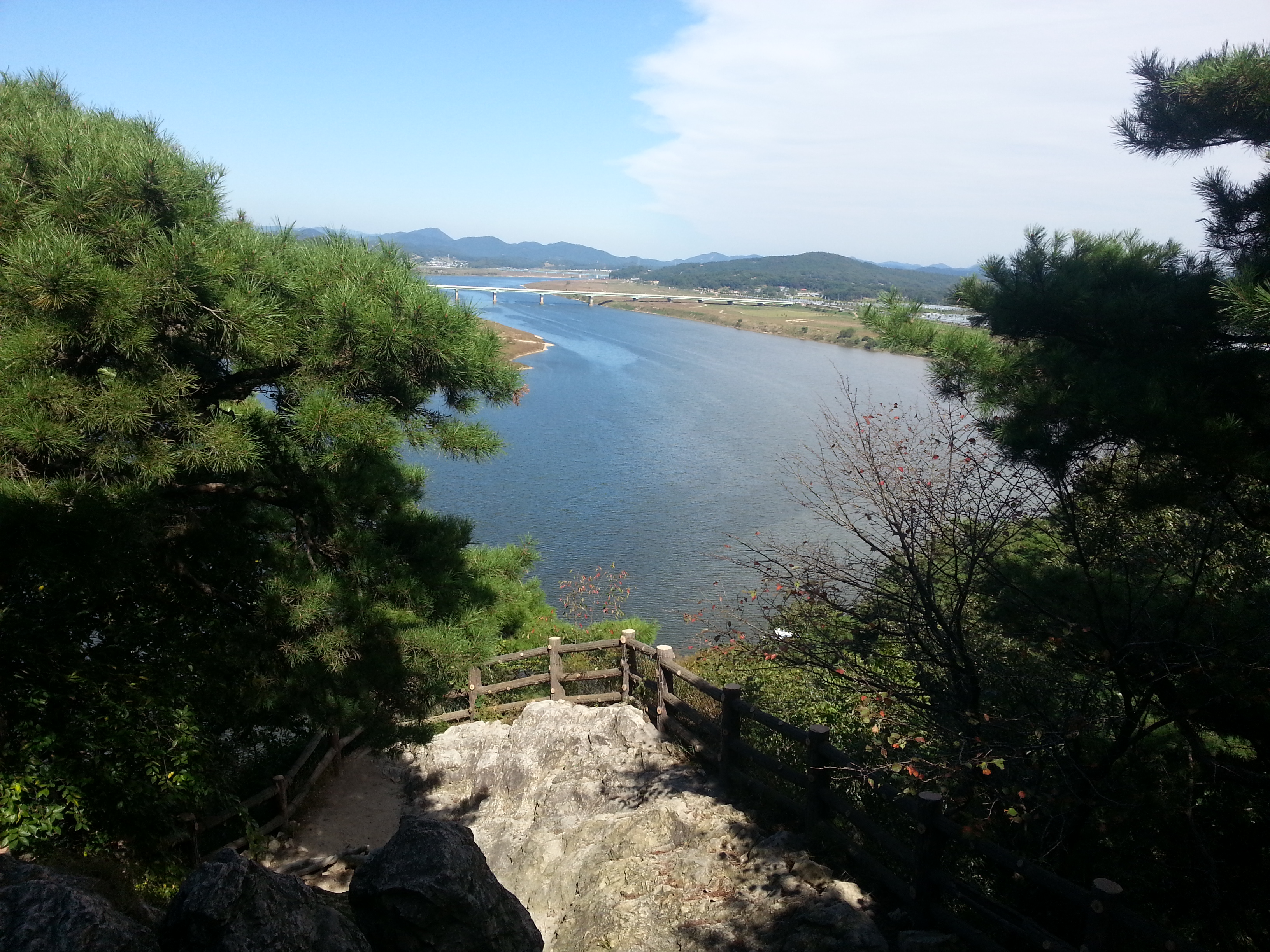
Le Baekmagang vu depuis Nakhwaam

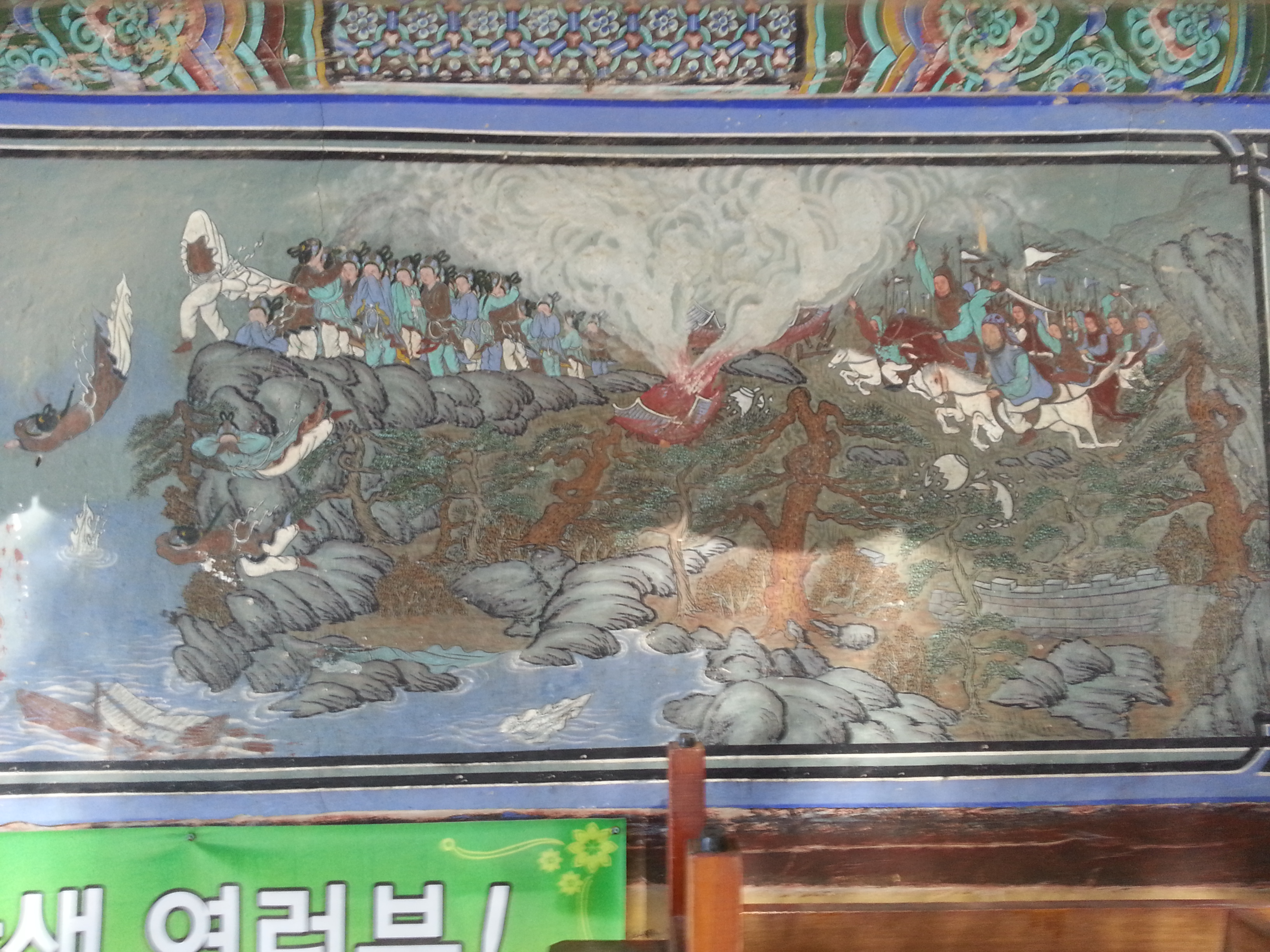
Peinture de Goransa décrivant l'histoire des fleurs tombantes

Le début de la construction de la forteresse n'est pas connu avec précision. Certains historiens pensent à l'an 500, d'autres à 538, le moment où Buyeo est devenue la capitale de Baekje. Toutefois, elle n'atteint son extension actuelle qu'au début du VIIe siècle (605) et sert alors non seulement pour la défense en cas de guerre mais aussi de jardin pour le palais royal qui se trouvait au pied de la montagne. Elle perd son rôle primordial dès 660 lorsque le royaume succombe, victime de l'alliance entre le Silla et la Chine de la dynastie Tang. La prise de Busosanseong est marquée par deux événements, ceux du Baekmagang et du Nakhwaam :
- A Buyeo, le Geumgang est appelé Baekmagang (백마강), la rivière du cheval blanc, en raison de l'histoire du général chinois qui devait conquérir la forteresse mais qui n'osait pas traverser la rivière car il pensait qu'elle contenait un dragon. Il a résolu ce problème en sacrifiant un cheval blanc qui servit d’appât et permit de capturer le dragon[5].

- Nakhwaam (낙화암), le rocher des fleurs tombantes, est une falaise qui domine le fleuve. Lors de l'attaque, des femmes du palais ont sauté de ce rocher pour ne pas être souillées par les vainqueurs[4]. La plus ancienne version de cette histoire qui nous est parvenue est relatée dans le Samguk Yusa, les Souvenirs des trois royaumes. À son sommet, une société de poètes a fait construire le pavillon des cents fleurs (Baekhwajeong, 백화정) en 1929 pour leur rendre hommage et a fait graver le poème Nakhwaam de Song Si-yeol (1607-1689). De même, le sanctuaire Gungnyeosa a été construit en leur honneur en 1965 et abrite le portrait de trois femmes[2].

Par la suite, la forteresse a encore été utilisée sous les dynasties suivantes jusqu'à l'époque de Joseon (1392-1910) mais seulement en tant que base militaire. Elle a été étudiée d'un point de vue archéologique entre 1980 et 2002 dans le cadre de 15 campagnes de fouilles. Entre 2008 et 2012, le parc de Busosanseong et le site archéologique de Gwanbuk-ri ont accueilli 567 000 visiteurs par an en moyenne.